# ليو يانغ (لاعب كرة قدم)
ليو يانغ (بالصينية: 刘洋) (17 يونيو 1995 بتشينغداو في الصين - ) هو لاعب كرة قدم صيني في مركز الدفاع.

## وصلات خارجية
- ليو يانغ (لاعب كرة قدم) على موقع قاعدة بيانات كرة القدم.إي يو (الإنجليزية)
- ليو يانغ (لاعب كرة قدم) على موقع ناشيونال فوتبول تيمز (الإنجليزية)
- ليو يانغ (لاعب كرة قدم) على موقع Soccerway.com (الإنجليزية)